# Villa Dique Florentino Ameghino
Villa Dique Florentino Ameghino è un comune dell'Argentina ed è situato nel dipartimento di Gaiman, in provincia di Chubut.